# Хирш, Эмиль
Эми́ль Де́венпорт Хирш (англ. Emile Davenport Hirsch; род. 13 марта 1985, Топанга, Калифорния) — американский актёр. Стал широко известен после релиза драмы Шона Пенна «В диких условиях» (2007).

## Биография
Хирш родился в Калифорнии. Отец — промышленный консультант, мать — художница, дизайнер книжек-раскладушек. Предки со стороны отца — еврейского происхождения, главным образом из Пруссии; предки со стороны матери — британского и немецкого происхождения.
Вырос в Лос-Анджелесе (Калифорния) и в Санта-Фе (Нью-Мексико), где он жил с матерью, когда его родители развелись.

## Карьера
Начал актёрскую карьеру в восемь лет. Первоначально играл небольшие роли в сериалах и телешоу, таких как «Сабрина — маленькая ведьма», «Клан» и «Полиция Нью-Йорка». Дебютировал в кино в 2002 году в драме взросления «Опасные игры», в которой Хирш вместе с Кираном Калкиным играли двух друзей, учащихся в католической школе в 1970-е. Следующий фильм Хирша — школьная драма «Императорский клуб» (2002), где он сыграл сына сенатора, пытавшегося избраться в школьный «императорский клуб» с помощью шпаргалки. Оба фильма были тепло встречены критиками (реакция на «Императорский клуб» была смешанной), но показали слабые результаты в прокате. В 2004 году сыграл главную роль в молодёжной комедии «Соседка» (англ. The Girl Next Door, также распространялся в России как «Порнососедка»). В 2006 году сыграл наркоторговца Джонни Трулава в фильме «Альфа Дог».
В 2008 году сыграл главную роль в фильме братьев Вачовски «Спиди-гонщик», а также в фильме «Харви Милк» сыграл Клива Джонса. В 2013 году снялся в фильме «Уцелевший», вместе с Марком Уолбергом, Тейлором Китчем и Беном Фостером. В 2017 году состоялась мировая премьера хоррора «Демон внутри», в котором Хирш сыграл совместно с Брайаном Коксом. В 2018 году на экраны вышел фантастический триллер «Иные». Эмиль Хирш исполнил в фильме одну из главных ролей. В 2019 году актёра можно было увидеть в фильме «Однажды в… Голливуде» Квентина Тарантино в роли Джея Себринга. Также в картине снялись Леонардо Ди Каприо, Брэд Питт и Марго Робби.
В 2020 году вышла криминальная комедия «Афера по-голливудски» при участии Хирша. Его партнёрами по съемочной площадке фильма стали Роберт Де Ниро, Томми Ли Джонс, Морган Фриман и Зак Брафф.

## Личная жизнь
27 октября 2013 во Флориде у Эмиля родился сын Валор от бывшей девушки.
12 февраля 2015 года Хиршу было предъявлено обвинение в совершённом в пылу ссоры 25 января нападении на одного из руководителей «Paramount» Даниэль Бернфелд в ночном клубе «Дао» в Парк-Сити. 17 августа того же года Хирш признал свою вину и был приговорен к 15 дням тюрьмы, выплате штрафа в размере 4750 долларов, 50 часам общественных работ и 90 дням испытательного срока.

## Фильмография
| Год       |    | Русское название                     | Оригинальное название             | Роль                  |
| --------- | -- | ------------------------------------ | --------------------------------- | --------------------- |
| 1997—1998 | с  | Игроки                               | Players                           | Адам Папрелли         |
| 1997      | с  | Третья планета от Солнца             | 3rd Rock from the Sun             | панк                  |
| 1997      | с  | Завтра наступит сегодня              | Early Edition                     | Лэнс Фостер           |
| 1998      | тф | Гаргантюа                            | Gargantua                         |                       |
| 1998      | тф | Гудини                               | Houdini                           | молодой Гудини        |
| 1999      | с  | Двое в своём роде                    | Two of a Kind                     | Джереми               |
| 1999      | с  | Сабрина — маленькая ведьма           | Sabrina, the Teenage Witch        | Даррел                |
| 1999      | с  | Притворщик                           | The Pretender                     | Брайс                 |
| 2001      | тф | Неукротимая Айрис                    | Wild Iris                         | Лонни Брейвард        |
| 2000      | с  | Скорая Помощь                        | ER                                | Чед Котмайер          |
| 2002      | ф  | Опасные игры                         | The Dangerous Lives of Altar Boys | Фрэнсис Дойл          |
| 2002      | ф  | Императорский клуб                   | The Emperor’s Club                | Седжвик Белл          |
| 2003      | ф  | Маменькин сынок                      | The Mudge Boy                     | Дункан Мадж           |
| 2004      | ф  | Соседка                              | The Girl Next Door                | Мэттью Кидман         |
| 2004      | ф  | Вымышленные герои                    | Imaginary Heroes                  | Тим Трэвис            |
| 2005      | ф  | Короли Догтауна                      | Lords of Dogtown                  | Джей                  |
| 2006      | ф  | Альфа Дог                            | Alpha Dog                         | Джонни Трулав         |
| 2007      | ф  | Воздух, которым я дышу               | The Air I Breathe                 | Тони                  |
| 2007      | ф  | В диких условиях                     | Into the Wild                     | Кристофер Маккэндлесс |
| 2008      | ф  | Спиди-гонщик                         | Speed Racer                       | Спиди Рейсер          |
| 2008      | ф  | Харви Милк                           | Milk                              | Клив Джонс            |
| 2009      | ф  | Штурмуя Вудсток                      | Taking Woodstock                  | Билли                 |
| 2011      | ф  | Киллер Джо                           | Killer Joe                        | Крис Смит             |
| 2011      | ф  | Фантом                               | The Darkest Hour                  | Шон                   |
| 2012      | ф  | Особо опасны                         | Savages                           | Спин                  |
| 2012      | ф  | Рождённый дважды                     | Venuto al mondo                   | Диего                 |
| 2012      | ф  | Жизнь в мотеле                       | The Motel Life                    | Фрэнк Ли              |
| 2013      | ф  | Властелин разметки                   | Prince Avalanche                  | Лэнс                  |
| 2013      | ф  | Уцелевший                            | Lone Survivor                     | Дэнни Дитц            |
| 2013      | с  | Бонни и Клайд                        | Bonnie and Clyde                  | Клайд Бэрроу          |
| 2015      | ф  | Десять тысяч святых                  | Ten Thousand Saints               | Джонни                |
| 2016      | ф  | Демон внутри                         | The Autopsy of Jane Doe           | Остин Тилден          |
| 2018      | мс | Охотники на троллей: Истории Аркадии | Trollhunters: Tales of Arcadia    | Джим Лейк-мл.         |
| 2018      | ф  | Иные                                 | Freaks                            | Генри Льюис           |
| 2019      | ф  | Не состарится                        | Never Grow Old                    | Патрик Тейт           |
| 2019      | ф  | Однажды в… Голливуде                 | Once Upon a Time in Hollywood     | Джей Себринг          |
| 2019      | ф  | Пил                                  | Peel                              | Пил                   |
| 2020      | ф  | Сила стихии                          | Force of Nature                   | Кардильо              |
| 2020      | ф  | Афера по-голливудски                 | The Comeback Trail                | Джеймс Мур            |
| 2021      | ф  | Полночь на злаковом поле             | Midnight in the Switchgrass       | Байрон Кроуфорд       |
| 2022      | ф  | Безупречная комната                  | The Immaculate room               | Майк                  |

## Награды и номинации
| Премия                              | Год  | Фильм                 | Категория               | Результат |
| ----------------------------------- | ---- | --------------------- | ----------------------- | --------- |
| «Выбор критиков»                    | 2008 | «В диких условиях»    | Лучшая мужская роль     | Номинация |
| «Выбор критиков»                    | 2009 | «Харви Милк»          | Лучший актёрский состав | Победа    |
| «Выбор критиков»                    | 2020 | «Однажды в Голливуде» | Лучший актёрский состав | Номинация |
| Национальный совет кинокритиков США | 2007 | «В диких условиях»    | Мужской прорыв года     | Победа    |
| Премия Гильдии киноактёров США      | 2008 | «В диких условиях»    | Лучшая мужская роль     | Номинация |
| Премия Гильдии киноактёров США      | 2008 | «В диких условиях»    | Лучший актёрский состав | Номинация |
| Премия Гильдии киноактёров США      | 2009 | «Харви Милк»          | Лучший актёрский состав | Номинация |
| Премия Гильдии киноактёров США      | 2020 | «Однажды в Голливуде» | Лучший актёрский состав | Номинация |